# Chirurgie orale en France
La chirurgie orale est la spécialité médicale et chirurgicale qui couvre l'étude de la cavité buccale, des dents, des maxillaires, de l'appareil manducateur et des tissus attenants.
Le chirurgien oral est un professionnel de santé  habilité à pratiquer la chirurgie orale. Titulaire d'un diplôme d'État de docteur en médecine ou en chirurgie dentaire, il assure la prévention, le diagnostic et le traitement des pathologies congénitales ou acquises, réelles ou supposées, de la bouche, des dents, de l'appareil manducateur et des tissus attenants. Cette spécialité est ainsi commune aux médecins et aux chirurgiens-dentistes spécialistes.
Le diplôme d'études spécialisées en chirurgie orale (DESCO) résulte de la fusion entre le diplôme d'études spécialisées en stomatologie (filière médecine) et le diplôme d'études supérieures en chirurgie buccale (filière odontologie). Il fait l'objet d'une reconnaissance automatique dans tous les pays membres de l'Union Européenne, conformément à la directive européenne 2005/36/CE.

## Historique
Créée en 2011 en France et ouverte par concours aux chirurgiens-dentistes et aux médecins des états membres de la Communauté économique européenne (CEE), la spécialité qualifiante en chirurgie orale est sanctionnée par l'acquisition du Diplôme d’Études Spécialisées en Chirurgie Orale (DESCO) qui est un diplôme national français. Le concours d'accès est celui de l'internat en odontologie pour les chirurgiens-dentistes français en fin de cinquième année d'études et celui de l'examen national classant (ex-concours de l'internat) pour les médecins français en fin de sixième année d'études. Pour les candidats français le nombre de places disponibles est décrété chaque année par voie d'arrêté. La formation dure quatre ans, soit un total de dix années d'études pour le médecin spécialiste en chirurgie orale et neuf années d'études pour le chirurgien-dentiste spécialiste qualifié en chirurgie orale.

## Contenu de l'enseignement
L’enseignement dispensé aux étudiants du DES de chirurgie orale (quatre ans à temps plein) comprend trois parties : 
- une formation théorique complémentaire en odontologie pour les médecins et en médecine pour les odontologistes au cours des semestres S1, S2, S3, S4. Elle comporte sept modules. Six modules sont différenciés, en raison de la filière d’origine, et un module est commun à l’ensemble des étudiants. Chaque module est enseigné sous la forme de séminaires nationaux ou interrégionaux ;
- une formation théorique en chirurgie orale commune à tous les étudiants quelle que soit leur filière d’origine. Elle comporte huit modules enseignés sous la forme de séminaires nationaux ou interrégionaux ;
- une formation pratique de 8 semestres dont au moins six semestres dans les structures agréées, validant en chirurgie orale et deux semestres au choix[5].

## Champ de compétence
Domaine d'intervention chirurgicale :
- avulsions simples, complexes des dents incluses, enclavées, surnuméraires ou ectopiques et transplantations dentaires autogènes ;
- chirurgie du périapex, kystes et tumeurs bénignes des maxillaires ;
- chirurgie à visée orthodontique;
- chirurgie pré-prothétique des tissus mous et durs ;
- chirurgie pré-implantaire et implantaire ;
- traumatologie dentaire ;
- communications bucco-sinusiennes et bucco-nasales[1].

Domaine d'intervention médicale :
- dermatologie buccale ;
- dépistage des lésions et tumeurs malignes de la cavité buccale, des maxillaires et de la mandibule ;
- douleurs oro-faciales ;
- pathologies de l’appareil manducateur ;

## Qualification en chirurgie orale
À défaut d’être titulaire d’un DESCO, les formations et l’expérience professionnelle du praticien médecin ou chirurgien-dentiste peuvent être prises en considération par une commission de qualification dans la spécialité concernée. La commission de qualification en chirurgie orale est en place depuis début 2012 et plusieurs praticiens sont déjà spécialistes qualifiés en chirurgie orale après un avis favorable de la commission de qualification.

## Critiques
En avril 2011 le conseil national de l’ordre des médecins français a déposé un recours en annulation auprès du Conseil d’État contre l’arrêté ministériel de 2011 instaurant le diplôme d’études spécialisées en chirurgie orale (DESCO). Le Conseil d’État, jugeant nécessaire, avant dire droit, d’avoir plus de précisions quant à la conformité dudit arrêté avec la réglementation européenne, a donc renvoyé ce dossier à la justice européenne au cours de l'année 2012, évoquant la directive 2005/36/CE relative à la reconnaissance des qualifications professionnelles. 
L’ordre des médecins français considérait à cette époque que la « double entrée » médicale et odontologique au futur DESCO conduirait de facto les médecins dentistes à une prétendue pratique illégale de certains actes médicaux, ils considéraient que ces derniers étaient susceptibles de pratiquer des actes médico-chirurgicaux dépassant le cadre légal de la définition juridique de la médecine dentaire, dont l'exercice professionnel est soumis à l'article L. 4141-1 du Code de la santé publique qui le définit comme suit : la prévention, le diagnostic et le traitement des maladies congénitales ou acquises, réelles ou supposées de la bouche, des dents, des maxillaires et des tissus attenants,,. Cela détermine que les études de médecine dentaire englobent l'organe de la bouche dans sa totalité et des différentes composantes le constituant , et non seulement des dents : « de la bouche, des dents, des maxillaires et des tissus attenants ». Ainsi, le clinicien qui est spécialisé dans l'organe de la bouche ainsi que ses composantes est le médecin dentiste issu des études d'odontologie (médecine dentaire).  
Le futur DESCO de chirurgie orale permettraient donc aux médecins généralistes issus des études de médecine générale et qui ont, à ce stade, peu de formation en rapport avec l'organe de la bouche (en comparaison avec les médecins dentistes issus des études de médecine dentaire) d'effectuer le DESCO de chirurgie orale et ainsi de pratiquer certains actes chirurgicaux de la bouche, qui sont légalement attribués à la base aux médecins dentistes.
C'est ainsi, que par une décision du 19 septembre 2013, la Cour de Justice de l'Union Européenne (CJUE) a rejeté catégoriquement les arguments avancés par le conseil de l'ordre des médecins français, en confirmant l'autorisation des chirurgiens-dentistes (médecins dentistes) à accéder au diplôme de DESCO de chirurgie orale pour perfectionner leurs connaissances et acquérir de nouvelles compétences en relation avec l'organe de la bouche, et donc à pratiquer les actes médico-chirurgicaux relatifs au diplôme de DESCO de chirurgie orale qui sera ainsi accessible tant pour les médecins généralistes issus de la médecine générale que pour les médecins dentistes issus de la médecine dentaire. 
Ces actes professionnels liés au DESCO de chirurgie orale étaient jugés par la Cour de Justice de l'Union Européenne comme partie intégrante des compétences des médecins dentistes spécialisés et compatibles avec la définition de la médecine dentaire en France et au sein de l'Union Européenne,,.